# 2NE1
2NE1（韓語：투애니원，英語讀音同 To Anyone），是韓國YG娛樂於2009年推出的K-pop女子團體，是帶領韓國流行文化流行全世界的團體之一，以音樂、時尚和舞台表現力而聞名，是很具有影響力的K-pop傳奇女團。成員包括Bom、CL、Dara、Minzy四人。
2009年3月27日和師兄BIGBANG在LG CYON Lollipop手機的廣告單曲《Lollipop》中合作，首度公開亮相；其後同年5月17日以單曲《Fire》正式出道。至今2NE1已經發行過兩張韓語迷你專輯：《2NE1 1st Mini Album》、《2NE1 2nd Mini Album》及兩張韓語正規專輯《To Anyone》、《CRUSH》。其推出的多首歌曲，包括《Fire》、《I Don't Care》、《Can't Nobody》、《Lonely》、《I Am the Best》、《Ugly》、《I Love You》、《Falling In Love》、《Do You Love Me》及《Missing You》、《Crush》、《Come Back Home》等，均在韓國音樂界獲得了很好的反響，在全世界有著Girl Power女子天團的名號，除此之外，2NE1多元、創新的音樂性，也受到歐美音樂人和外國歌手青睞，Ariana Grande、Justin Bieber、will.i.am、Skrillex、Diplo、Parris Goebel等與2NE1成員更有頻繁的音樂交流。此外他們人緣甚佳，有很多著名外國音樂家和歌手都是成員們的好朋友。
除了音樂本行以外，2NE1四人四色的鮮明形象也漸漸受到國際時尚圈注目，知名設計師Jeremy Scott與成員們私交甚篤，近年來2NE1也常常被目擊出席各種重量級時尚場合，如2NE1出席美國模特兒演出，CL出席2014年的巴黎時尚週、CL也被邀請出席路易威登Series3展覽、Saint Laurent Fashion Show、New York Fashion Show等。
2NE1官方粉絲名稱為「Black Jack」，取於撲克牌遊戲中的「Black Jack」，意即21點，為該遊戲中最大的組合，象徵2NE1也是音樂圈的王者；問候語為“Wassup! We are 2NE1!”；官方手燈為亮白色天使手燈（韓版）和 桃紅色天使手燈（日版），官方應援色為HOT PINK熱粉紅。

## 经历

### 2009年

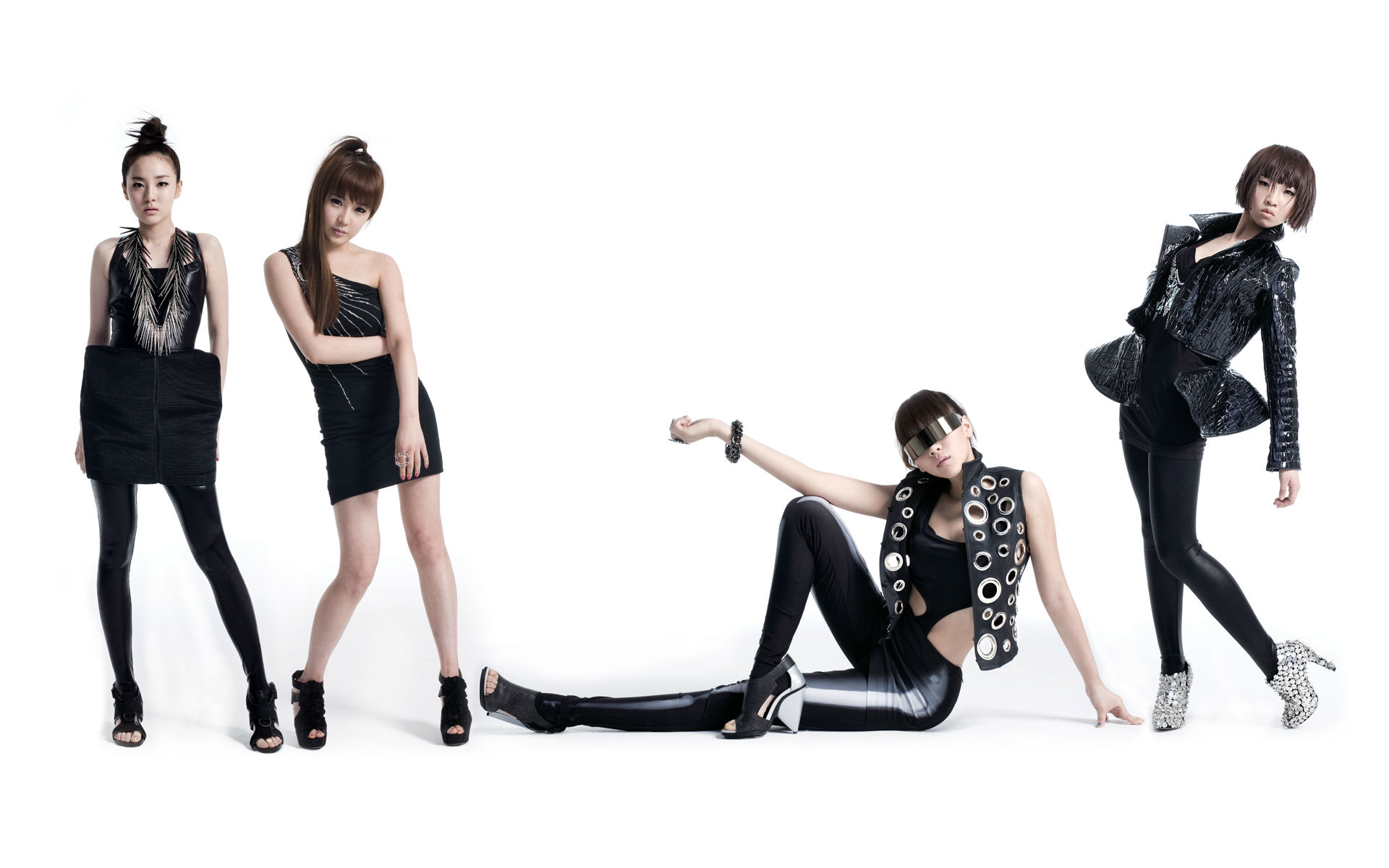
2NE1在2009年。 左起為: Dara、Bom、CL、Minzy

3月24日，培養韓國男子天團BIGBANG的經紀公司YG Entertainment宣布即將推出四人女子團體，取名為「21」3月27日，數位單曲發表，由BIGBANG與合唱，第一個女子團體引起大眾目光焦點，三天後經紀公司再度宣布，因與男歌手撞名，團名「21」正式改為。該曲在上獲得6300萬點擊率。 的縮寫是，表示“21世紀的新進化”。5月6日，出道曲以數位音源方式公開，隨即以新人之姿橫掃國內各音源榜單。5月17日，人氣歌謠為打造六分鐘出道舞台，現場演出及兩首歌曲，氣勢磅礡地宣告正式出道。的兩個在上共獲得6600萬點擊率。6月14日，於人氣歌謠獲得殊榮，即出道後首個一位，距出道僅28天。
7月2日，首個專屬綜藝節目在Mnet頻道開播，以「海盜放送」形式(無預警的插播於正放送的其他節目中)獲得大眾關注，內容除了出道的歷程、成員們的日常生活，作為極少在大眾面前亮相的YG娛樂藝人的綜藝節目，也放送了其他旗下歌手的相關內容，如、7月8日，《2NE1 1st Mini Album》正式發行，也以雙主打之接續宣傳活動，橫掃了四周音樂節目的一位獎項。8月18日，同門師兄G-Dragon發行個人首張正規專輯，成員CL與Dara分別參與與合唱和
9月1日，出道專輯《2NE1 1st Mini Album》實體銷售破十萬張，三天後發行數位單曲，收錄和成員宋柏京製作的兩個版本的作品。9月到11月，成員紛紛推出和小組作品。Dara獨唱的、朴春獨唱的以及CL和Minzy合唱的，此三首歌曲之後都收錄於的首張正規專輯《To Anyone》中. 11月21日，以新人身分參加年度盛事Mnet亞洲音樂大獎()頒獎典禮，不僅一舉奪得最佳音源獎、最佳新人獎女歌手獎、最佳音樂電視作品獎()及年度歌曲獎()四個獎項，更以音樂劇形式演出長達10分鐘的舞台。

### 2010年

2NE1在2010年拍攝《Can't Nobody》

上半年，作為三星廣告主題曲的《Try To Follow Me》公開，且於去年發行的音源好成績仍在不停地獲得各大音源獎項肯定。9月9日，2NE1的首張正規專輯《To Anyone》正式發行，收錄六首新歌、五首已發行過之數位單曲及一首英文版。
9月14日，《2NE1 TV》第二季登場，有別於第一季的內容，第二季的節目著重於正規專輯的製作以及2NE1成員在美國與國際音樂人合作交流的情形，也有成員們私底下模樣以及內心世界的展現。11月28日，Mnet亞洲音樂大獎(MAMA)頒獎典禮上，2NE1再度獲得最佳數位單曲獎（Bom〈You And I〉）、最佳女子團體獎、最佳音樂電視作品獎〈Can't Nobody〉、年度歌手獎、年度專輯獎〈To Anyone〉四個大獎的殊榮。

### 2011年

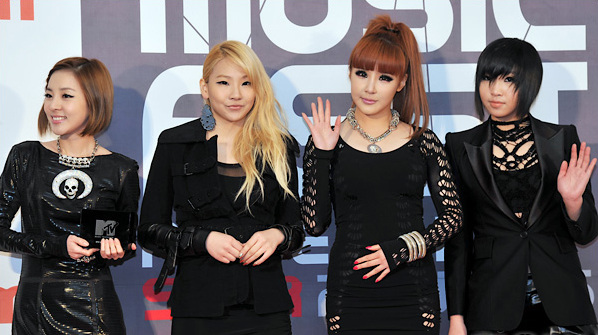
2011年2月19日，2NE1在MTV Daum Music Fest上

4月21日，Bom闊別兩年後再度推出solo曲《Don't Cry》，YG娛樂宣布由於電視台音樂節目的舞台效果有限，將不參加打歌宣傳。4月27日，YG Entertainment在官方youtube頻道釋出《YG On Air》短片，作為旗下歌手發表現場演出或是改編、Remix表演的平台，而第一彈就是甫發行新單曲的Bom。Bom透過《YG On Air》展現了《Don't Cry》的Acoustic以及Live版本。5月12日，2NE1發行數位單曲《Lonely》，抒情的風格與先前強勢的形象差異甚大，外界反應熱烈，隨即2NE1也在《YG On Air》平台上演出了Raggae Ver.、Acoustic Ver.以及最終弦樂版本。5月26日，在歌迷的熱烈要求之下，2NE1出席人氣歌謠演唱《Lonely》以及Bom《Don't Cry (Acoustic Ver.)》，當天便已《Lonely》拿下一位(Mutizen Song)。
6月24日，全新數位單曲《我最紅 (I Am The Best)》發行，強烈的電子pop風格震撼著大眾目光，隨即在7月24日獲得人氣歌謠一位肯定。7月18日，《2NE1 TV》第三季開播，此次以全球性為主題，號稱在世界各地都能收看《2NE1 TV》，也藉由網路與全球粉絲互動。第三季節目中，2NE1成員們個別傾訴的煩惱與夢想，並且一一勇敢的挑戰與實現。另外《BIGBANG TV》與《GD&TOP TV》不時穿插，也有YG Family同時出演的內容。

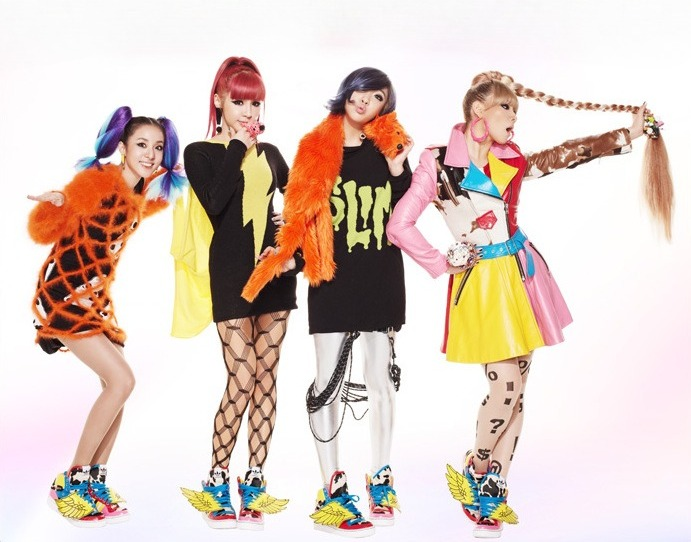
2NE1宣傳日本版《Go Away》

7月28日，《2NE1 2nd Mini Album》發行，除了今年度已發行的三首單曲之外，另收錄《UGLY》及《Hate You》兩首新歌8月26-28日，2NE1一連三天在首爾奧林匹克運動公園舉行首場演唱會《NOLZA》，寫下她們作為歌手重要的一項里程碑。9月21日，首張日文迷你專輯《NOLZA》發行，收錄了《2NE1 2nd Mini Album》中各個單曲的日語版本，包含《Lonely》、《I Am The Best》、《Ugly》等。在專輯發行當日，2NE1拿下個各種排行榜高點，最後獲得日本iTunes榜第二名及Oricon榜第四名。其後她們展開了首次日本巡迴演唱會《2NE1 First Japan Tour – NOLZA》，第一場於9月19日及20日在橫濱體育館舉辦的演唱會吸引了一萬名粉絲參加。此次巡迴共計六場演唱會，分別在橫濱體育館(9/19-9/20)、神戶世界紀念館(9/24-9/25)、千葉幕張展覽館(10/1-10/2)三地舉辦。演唱會共計7萬名粉絲出席，象徵著2NE1強勢的日本出道。
11月18日，首張日文單曲《Go Away》正式發行。在日本版《Go Away》的音樂錄影帶中展現了JS Collage Wings x 2NE1運動鞋由美國設計師Jeremy Scott所設計。10月，MTV IGGY舉行了一場全球性的投票自10個團體中選出《世界最佳新人團體》，11月10日2NE1以歌曲《I Am The Best》成為該獎項的優勝者。這是她們第一個贏得的美國獎項，並在12月於美國紐約時代廣場進行演出及接受表揚。

### 2012年
3月28日，2NE1發表了首張日文正規專輯《COLLECTION》及第二張日文單曲《Scream》，這張專輯收錄了她們過去的幾首韓語歌曲的日文版，包含《Love is Ouch》、《I Don't Care》、《Fire》，以及翻唱麥當娜1984年的歌曲《Like a Virgin》。專輯最高在Oricon日間榜排名第4位，並累積超過4萬份銷量。
6月6日，團體公開了一首Intel Make Thumb Noise Project的代言曲《Be Mine》。6月23日2NE1參加了在日本幕張展覽館舉辦的《2012 MTV Video Music Awards Japan》，其日本宣傳亦告一段落。她們還以《I Am The Best》贏得了《Best New Artist Video》獎項。由於被法國韓流粉絲票選為最受歡迎的K-pop團體，2NE1也與世界最大的廣告公司Cheil Worldwide在6月一同出席於法國舉行的第59屆《Cannes Lions International Advertising Festival》。
7月5日，團體以由Teddy Park製作的單曲《I Love You》進行了她們的韓國回歸，單曲在發佈數小時後完成"All-Kill"。此外2NE1也在6月宣布確定她們將舉辦首次世界巡迴演唱會《2NE1 GLOBAL TOUR - NEW EVOLUTION》，第一站在7月28日以南韓首爾啟程；接著8月前往美國紐澤西與洛杉磯；9月開始日本行程；11月來到台灣台北；12月初以新加坡做為最終站完成此次世巡。2012 2NE1 GLOBAL TOUR ～NEW EVOLUTION～大约有11.5萬名粉絲出席。夏末，2NE1與妮琪·米娜以及其他多位藝人一同為愛迪達代言，這是她們首次進入美國流行文化。9月26日《I Love You》的日語版本以第三張日文單曲的名義在日本發行。12月，2NE1與同門師兄BIGBANG一同獲得MTV Style《Best Band Style of 2012》獎，兩個YG團體為獲得該獎項的十位藝人中唯一的亞洲藝人。起初她們的第二張正規專輯會在2012年7月發表，由於世巡的因素經歷了幾番推遲，目前已定於2013年發行。

### 2013年

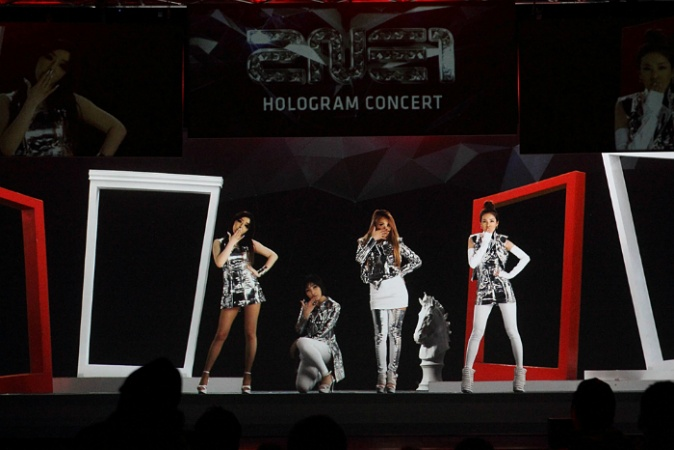
2NE1 2013年全息演唱會

2月18日，隊長CL透露了一些關於團體回歸消息，她提出2NE1暫定在4月份回歸，而主打曲和概念還在挑選3月14日，2NE1與will.i.am為Intel Ultrabook Project代言的合作單曲《Take The World On》發佈。。3月21日，CL表示目前還沒有發行英語專輯的打算，團體希望日後再陸續推出幾首英文單曲直到數目可以作為一張完整的專輯發行，她還透露原先有計劃要錄製《I Love You》的英語版本，但由於世巡行程的因素而被取消。4月16日，will.i.am發佈了與2NE1的合作單曲《Gettin' Dumb》，此曲後來收錄於will.i.am的《#willpower》專輯中。
6月18日，YG娛樂代表梁鉉錫在上午通過YG博客發布“From YG”的公告，傳達了2NE1在7月初回歸，並且將於7月到10月間每月推出一首新歌，並於10月推出迷你專輯或是正規二輯的消息。7月8日發行的第一首主打歌名為《Falling in Love》，曲風為雷鬼，發布後即在韓國各大排行榜達成All-Kill，亦於亞洲多個國家的音源排行榜取得榜首。在音源公開的第一週下載量統計為1,244,916次，超過所有其他同時在該週首次亮相的韓國歌曲。如同預期一般，這首歌成為2NE1第十首在Gaon排行榜獲得一位的歌曲。
7月28日，宣布第二首主打歌的標題為《Do You Love Me》，將在8月8日公開。8月8日，2NE1公開《Do You Love Me》的MV，在音樂節目拿下第一名。11月17日2NE1通過雙朴TV宣布在11月21日凌晨12時公開新曲和MV，標題為《그리워해요 (Missing You)》，之後也公開了新歌MV的15秒預告。也宣布新專輯中收錄了Minzy的個人歌曲和有關2NE1最新一場世界巡演從2014年3月開跑，從首爾開始，之後會陸續走到中國、香港、臺灣、新加坡、馬來西亞、泰國、日本等地。《Missing You》的反應很好，拿下多個音樂節目的第一名；MV不足兩天便有300萬的點擊次數。

### 2014年
2月13日，YG娛樂代表梁鉉錫透過"From YG"文章宣佈2NE1將在2月24日公開全新正規專輯《CRUSH》，並於3月7日發行實體專輯。新專輯中除了一首歌是舊的日文單曲填上韓文詞之外，其他九首都是全新的歌曲，其中還會收錄隊長CL親自創作的作品。2月19日，梁鉉錫宣佈《CRUSH》的音源延遲至2月26日公開，理由是2月26日剛好是CL的生日，選擇在當天公開對2NE1來說更有意義。2月26日，韓國時間晚間12點，2NE1第二張正規專輯《CRUSH》正式於各大線上音源網站上公開，一小時後，主打曲《COME BACK HOME》就在國內十個音源網站達成All Kill的佳績，專輯中其他歌曲如《CRUSH》、《GOTTA BE YOU》等也分佔多數排行榜前十到十五名內，形成洗榜盛況，《Come Back Home》的MV一推出不足一天，便有150多萬點擊率。《CRUSH》刷新了美國KPOP專輯第一個星期的銷售記錄，並且在Billboard200專輯排行中成為第61位，刷新了KPOP專輯史上最高排行記錄。2月27日，韓國時間晚間7點，2NE1透過網路現場直播演唱會彩排實況，公開《Missing You》、《Scream》、《Fire》和新歌《CRUSH》的彩排舞台。
2014年3月初，2NE1在首爾SK奥林匹克運動場舉辦第二次世界巡迴演唱會《2NE1 WORLD TOUR - ALL OR NOTHING》的首站，接着3月至4月前往香港、上海等地；5月開往馬來西亞、新加坡等地；7月來到日本各地世巡；8月開往緬甸、越南、曼谷；9月再到廣州。場場坐爆近9成粉絲。其中在北京場，由於太多人上網購票，導致網站大塞車，門票開售數天便搶購一空。在台灣場7000多張門票也供不應求。在馬尼拉，2NE1在演唱會前到一商場舉行粉絲見面會，吸引近3000名粉絲逼爆商場4層要大量保安維持秩序，之後的演唱會也吸引了近15000名粉絲入場支持。
5月21日，2NE1《GOTTA BE YOU》MV公開，不足三星期，點擊率以達一千萬。6月27日，2NE1時隔2年發行的日本正規專輯「CRUSH」，在公信榜榮登第二。6月30日，Bom捲入運毒案件，韓媒報導她於2010年收到自美國來的包裹，遭查獲裡頭有類似安非他命的苯內胺。在2010年10月12日南韓海關查獲Bom的信件有82片苯內胺，警方隨即針對Bom展開調查，同年11月30日調查終止。Bom在美國期間為足球球員，由於在賽事中目睹友人意外身亡，Bom深受打擊得接受精神科醫生治療。隨後Bom持續服用醫生開的處方藥，4年前忙於工作無法返美拿藥，家人遂從美國寄出。但該藥品在南韓列為禁藥，引起媒体注意。後美國醫院提供Bom多年的就診、用藥紀錄，運毒罪行證實是烏龍一場，但是Bom形象已略受到影響。7月27日，Bom因「禁藥門」一事而退出了SBS綜藝節目《Roommate》。
8月底，2NE1宣布加開澳門場為第二巡演的總結。10月6日，2NE1第二張迷你專輯中的主打歌《I AM THE BEST》在Youtube成功突破一億點擊率，成為第四位韓國歌手MV有一億點擊率（其他三位包括YG娛樂的PSY、BIGBANG、SM娛樂的少女時代）。「我最紅」在Billboard的「世界數碼曲」排名上，在入榜84周的情況下，問鼎1位，呈現出了逆流而上的威力。10月16日，CL透過YG宣布明年第一季將在美國發展，並發專輯。10月17日，2NE1完成他們第二次世界巡迴演唱會。整個世界巡迴演唱會共有二十多萬粉絲出席。YG Entertainment宣佈2NE1不會參加年底的所有頒獎典禮包括Mama及活動 11月11日，CL正式与美国经纪人(Scooter Braun)签约，並在明年正式出道。12月21日，2NE1在2014 SBS歌谣大战摘得“最佳女子组合奖”。
2NE1今年2月發行的第2張專輯「CRUSH」，入選美國雜誌「滾石」評選的「2014年20強Pop專輯榜」，排名第6。「CRUSH」是唯一入榜的亞洲歌手專輯。2NE1「CRUSH」的代表歌曲《GOTTA BE YOU》选为美国音乐媒体年度歌曲。2NE1今年2月發行的第2張專輯「CRUSH」是Rolling Stone所选的“2014年最佳流行音乐专辑”。2NE1的《CRUSH》在公告牌年底总结的全球专辑榜上排在第11位，从1995年此排行榜成立以来是首次有韩国专辑进入此排行榜上。

### 2015年
2NE1「我最紅」，入選美國FUSE TV「最適合運動時聽的歌」。FUSE TV就「我最紅」說明道「聽過這首K-POP歌後，讓人很振奮，不用明白韓文歌詞。這首歌很紅，是首讓人聽完全身充滿了力量的歌，甚至，這首歌還被標榜‘我最紅’的微軟廣告引用了」。美國有電電視音樂節目VH1於7日(當地時間)以"15 Female Rappers To Watch In 2015"為題介紹包含CL。VH1以"在佔領Hip-hop界中2015年受注目的女性Rappers登場"為主題選出15位女性Rapper,名單內包含CL並以"K-pop女團2NE1隊長進軍美國,西洋Hip-hop界值得注目的焦點"為題報導CL。CL的美國出道專輯入圍：英國知名雜誌Dazed & Confused「2015年最令人期待的專輯20」。
CL應美國著名Hip-hop組合黑眼豆豆（The Black Eyed Peas）成員will.i.am的邀請，參與其組合20周年專輯制作，吸引了大家的關註。CL入圍《時代週刊》最具影響力人物。美國《時代週刊》在網站上公開了《2015年世界上最具影響力100人》候選人名單並接受投票，即將在美國出道的CL赫然榜上，排名第二。僅次於俄羅斯總統，普丁。兩人只有數票差距，CL比著名的美國歌手Rihanna，Taylor Swift和Lady Gaga票數多3個百分點甚至5個百分點。CL正式宣佈在5月22日發佈新單曲《Doctor Pepper》，吸引大家關注。
Dara則接連主演《以安醫師》和《我們分手了》兩部網路劇，也客串人氣偶像劇《製作人的那些事》，出道六年後終於有機會展現不俗的演技。CL在8月14日公開新單曲《Doctor Pepper》的MV。Minzy成立了屬於自己的舞蹈工作室 "Millennium Dance Academy"。CL在11月21日公開新曲《Hello Bitches》並上傳新曲的Dance Performance Video。公開後新曲立即成為Twitter標籤第一位。CL在韓國女獨唱排行榜暫列第一。短片在短短三小時已經獲得65萬點擊和7萬個讚好，並在10小時內獲得100萬點擊率。
11月後期，MAMA公佈CL會出席2015 MAMA頒獎禮及表演。12月1日，PSY發佈和CL合唱的新單曲《Daddy》，CL也出現在MV裏。該MV發佈了2星期便獲得5千萬點擊。12月2日，CL在MAMA頒獎禮唱出《The Baddest Female》及獻出新單曲《Hello Bitches》的首個舞台。正當所有人以為CL表演完畢後，舞台突然先後升起了Dara，Minzy，Bom及CL，是繼日本FanMeeting，一年之後再合體出現在公眾眼前。全場粉絲瘋狂到最高點，有如2NE1演唱會一樣。她們先後唱出了《Fire》及《I AM THE BEST》。MAMA頒獎禮完畢後2NE1發佈MAMA的舞台表演短片，在短短1星期已經獲得500萬點擊和12萬個讚好。
12月17日CL新單曲《Hello Bitches》在Spotify Viral50全球排行榜拿到第二名。並在美國，馬來西亞，紐西蘭等拿到第一位。在其他近10多個國家也拿到前十名的好成績。單曲只上傳到Spotify三星期便有100萬下載率。2015年的YouTube音樂獎入圍名單，在演藝圈已有一番地位的BIGBANG和2NE1，打敗西方眾巨星成為入圍者中的「唯二」韓團。12月21日由中國網友選出的《2016大韓民國First Brand大獎》「最期待2016年活動的韓流明星」中，2NE1風光地名列第一！

### 2016年
CL在2月12日葛萊美獎預熱派對上演唱歌曲。4月5日，YG在官方網站發出公告，Minzy正式退出2NE1，外傳她已主動向多間經紀公司洽談簽約事宜，而該團不會加入新成員，組合會保留。 YG進一步透露，其他成員皆續約，目前都在為等今年夏季的新歌做準備。5月16日，Music Work公開已和旻智簽約消息，確定旻智加盟Music Work。7月22日，在CL單曲《Hello Bitches》推出後近9個月，《Hello Bitches》在保加利亞的一週排行榜得到第一位。八月的時候，CL單曲《Hello Bitches》在音樂平台Spotify得到超過1000萬點播率。
8月17日，CL在個人社交平台表示自己將在8月19日推出新單曲，而且會收錄在美國出道專輯《Lifted》中。8月19日，CL新單曲《Lifted》的音源和音樂錄影帶公開，12小時內在Youtube取得100萬點擊率及10萬讚好。MV公開後CL的個人Youtube帳號訂閱者由13萬暴增至近21萬，成為了Youtube帳號單日第一最大升幅。CL新單曲在馬來西亞、新加坡、越南三個國家的iTunes下載量排在首位，在其他10個地區和國家都有頭十位，在其餘33國家及地區都有進入Top200。

9月15日，CL登上美國晚間娛樂節目The Late Late Show With James Corden及表演新單曲《Lifted》，成為首個登上美國三大晚間娛樂節目之一的韓國藝人。新單曲推出後，CL在Billboard’s Social 50 chart排在第17位，而且成為唯一一個登上iTunes Top 40 US Hip-hop Chart的韓國藝人；排在第14位。9月23日，CL宣布將在美國和加拿大等北美9大城市進行「HELLO BITCHES TOUR 2016」的巡演。巡演於10月29日在紐約啓動，之後轉至西雅圖、溫哥華、舊金山、洛杉磯、亞特蘭大、芝加哥等城市。10月11日，CL單曲《Lifted》登上當週美國Billboard Hot 100位列第94名，為韓國繼PSY、Wonder Girls後第三位登上該榜之歌手。11月25日，YG娛樂宣佈與CL和Dara簽SOLO專屬合約，朴春合約到期不續約，2NE1正式解散。以下為YG娛樂官方聲明：
|                            | 2NE1的合約於2016年5月到期，在與孔敏智不能再攜手同行的狀況下YG與剩下的成員在商議之後決定正式解散團隊。 過去的7年裡2NE1一直都是YG的代表女團，YG對她們的解散表示惋惜和不捨，但同時也考慮到團隊無法再繼續持續下去，比起期待沒有希望的團隊活動，更願意將精力放在成員們的SOLO活動上。 真心感謝喜歡2NE1音樂的廣大國內外粉絲們，YG於5月已經和CL、Sandara Park簽署了個人合約，遺憾的是朴春並沒有續約。 |
| ——YG娛樂，11月25日官方聲明 | |

### 2017年
1月21日，2NE1在解散後發行告別單曲《Goodbye》，除了Minzy之外，其餘三名成員皆有參與。韓國時間1月21日凌晨0時，《Goodbye》音源和MV釋出，在5分鐘內達到10萬點擊率，30分鐘內接近50萬點擊率和8萬讚好。在社交網站Twitter，粉絲"#NeverSayGoodBye2NE1"的應援在2小時有近30萬帖子，登上Twitter全球榜第二。《Goodbye》釋出後在10個國家的iTunes排行榜登上第一位而且空降iTunes全球排行榜第11位，在其餘37國家及地區都有進入Top200。《Goodbye》也在Melon實時排行榜拿到第一位。《Goodbye》登上了美國iTunes排行榜第34位，打破了韓國女團的記錄。在《Goodbye》發表三日依然佔據數個國家的iTunes排行榜第一。《Goodbye》MV在短短1日已經獲得355萬點擊和40萬個讚好，是韓國女團單日觀看次數第四高，而第一也是2NE1的《Don't Stop The Music》MV有近一千萬單日觀看次數。《Goodbye》MV三日內獲得600萬點擊率及50萬讚好。《Goodbye》MV在短短兩日已經登上2017全球音樂錄影帶第39名。《Goodbye》MV在4天內的讚好達52萬多登上韓國音樂錄影帶頭50位。《Goodbye》在Billboard World Digital Song Sales排行榜取得第一位，打破韓國團體的紀錄。《Goodbye》在沒有宣傳，不出席任何音樂節目情況下也在人氣歌謠取得第三的好成績。Dara主演的浪漫愛情片《ONESTEP回音》4月上映。Dara在劇中飾演一個因事故而喪失記憶的女子，在尋找記憶的期間，遇上了天才作曲家而譜出一段奇妙的戀曲。Dara也主唱《ONESTEP回音》主題曲"Song of memory"。

### 2022年
4月17日，在美國舉行的Coachella音樂節，原先主辦方只邀請了CL一人擔任表演嘉賓，CL的個人舞台結束後，突然播起了《I AM THE BEST》，隨後四人完全體出場，引發全場騷動。這次合體是時隔6年以完全體演唱歌曲，上一次為2015年的MAMA，亦是無預警地合體。

### 2024年

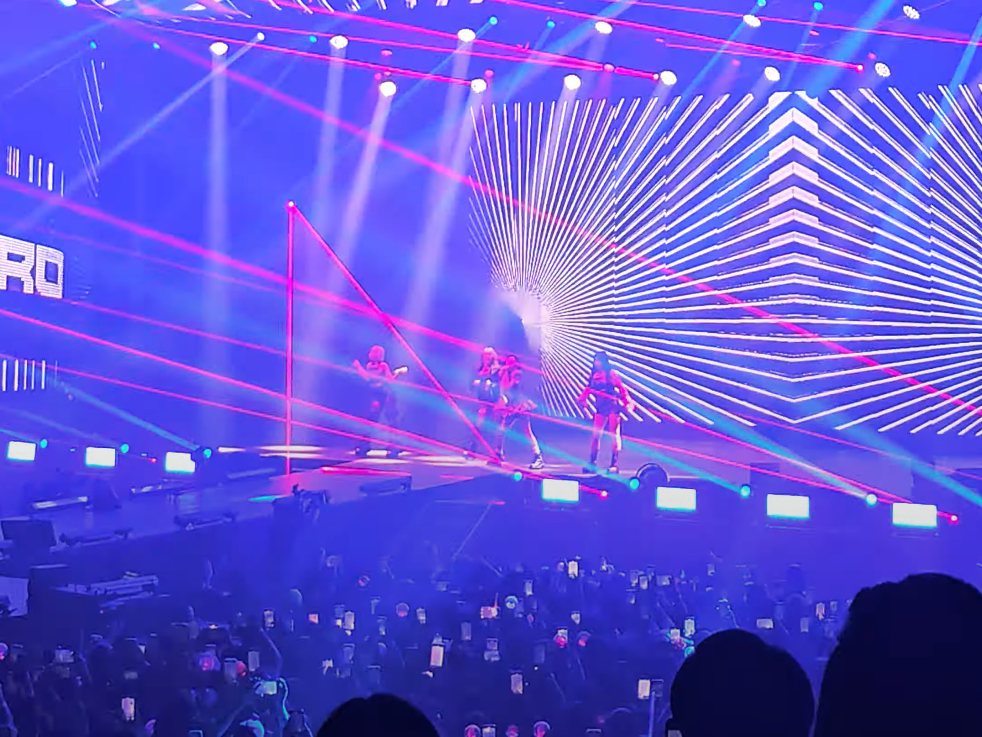
2NE1 2024 年演出

7月21日，YG娛樂深夜在社交媒体《X》（前身Twitter）和Youtube上宣佈“WELCOME BACK”字眼消息該組合即將重組回歸歌壇，并举办世界巡回演唱会。

## 影響和傳承
被認為打破了韓國流行音樂女團的刻板印象，2NE1 以創立 “girl crush” 概念而著稱。她們重新定義了女性的刻板印象，與“性感”或“可愛”的形象不同，該團體改寫了歷史，並推動了業內女團風格的多樣化。 2013年3月，韓國科學技術院在其《韓國影響力藝人報告》中將2NE1評為最受歡迎的女子組合第一名。 《告示牌》將 2NE1 列為十年來最頂級的韓國流行女團之一，認為她們“為韓國流行女團更具權勢的一面鋪平了道路”。《南華早報》則稱她們為那個時代最具標誌性的女團之一，隨後成為“韓國流行音樂最具影響力的女團之一”。
2NE1 影響或啟發了眾多藝術家，包括 (G)I-DLE、aespa、BLACKPINK、TWICE、MAMAMOO、BABYMONSTER、請夏、李艺真、全昭彌、崔叡娜、OH MY GIRL 的 胜熙、磪有情、KISS OF LIFE、WOOAH、Lapillus、SECRET NUMBER、Chocolat、Dal★Shabet、Stellar、Young Posse、MOMOLAND 的 成智筵、本月少女 的 Vivi、ITZY 的 Lia、HOT ISSUE 的 Hyeongshin、宇宙少女 的 Dayoung、TripleS 的 金拏炅 和 周心语，以及 FIFTY FIFTY 的 Sio。在 2021 年 2 月的一次《Allure》採訪中，SHINee 的 Key 提到他會從 2NE1 那裡汲取靈感。2024 年，Stray Kids 評論說“2NE1 定義了一代人，並且仍然對許多韓國藝術家有很大的影響”。

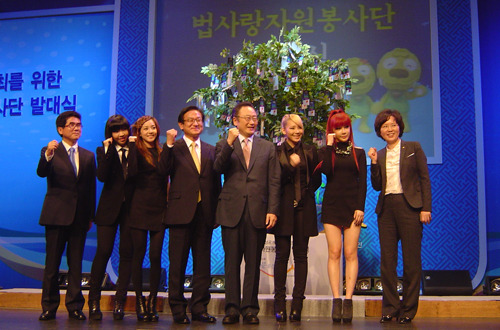
2NE1 2010年擔任韓國法務部宣傳大使

2024年，《新音樂快遞》討論了2NE1的影響力，指出即使在十多年後，她們仍然持續影響著K-pop。他們補充道，儘管2NE1的唱片數量有限，她們的影響力依然廣泛，許多K-pop團體至今仍在其流行的元素上加入自己的風格。《滾石雜誌》稱她們為“無疑是她們那一代最具影響力的組合之一”，擴展了韓國流行音樂的音樂範疇，並指出在此過程中，她們對後來的藝術家世代產生了巨大影響。
《滾石韓國》評論說，在解散後，2NE1 "最終被列入 K-pop 的名人堂"，而且 "K-pop 歡迎了一個新時代"。許多媒體如《獨立報》、Billboard和 Pollstar都稱她們為 "K-pop 女王"，而《英國官方榜單》則稱她們為 "原始 K-pop 女王"。在 2016 年底組合解散後，Idology 網絡雜誌的主編寫道，2NE1 創立了韓國女性偶像的新形象，並且走得最遠，開創了海外的 K-pop 粉絲群體。音樂評論家金允哈寫道，"‘讓人想起 2NE1’這句話將永遠是對 K-pop 革命者的最高讚美"。

## 韩国福布斯名人榜
2NE1历年来在韩国福布斯名人榜的表现。
| 年份 | 综合排名 | 女团排名 | 女SOLO排名 | 女团/女SOLO排名 |
| ---- | -------- | -------- | ---------- | --------------- |
| 2011 | 31       | 2        | X          | 2               |
| 2014 | 24       | 3        | X          | 5               |
| 2015 | 17       | 4        | X          | 5               |

- 女SOLO包括女团成员和独立歌手。
- 福布斯名人榜每年发布的名单是按照上一年的表现,例如:2016年的名单是按照2015的表现[56]。

## 成員資料
| 成員列表 | 成員列表 | 成員列表 | 成員列表 | 成員列表  | 成員列表       | 成員列表     | 成員列表 | 成員列表                                | 成員列表                 | 成員列表 |
| 藝名     | 藝名     | 藝名     | 本名     | 本名      | 本名           | 本名         | 本名     | 出生日期                                | 國籍                     | 隊內擔當 |
| 藝名     | 諺文     | 日文     | 漢字     | 諺文      | 日文           | 羅馬拼音     | 英文名   | 出生日期                                | 國籍                     | 隊內擔當 |
| -------- | -------- | -------- | -------- | --------- | -------------- | ------------ | -------- | --------------------------------------- | ------------------------ | -------- |
| Bom      | 봄       | ボム     | 朴春     | 박봄      | パク・ボム     | Park Bom     | Jenny    | 1984年3月24日 · 首爾特別市              |                          | 主唱     |
| Dara     | 다라     | ダラ     | 朴山多拉 | 박 산다라 | パク・サンダラ | Park Sandara | Sandara  | 1984年11月12日 · 釜山廣域市沙上區掛法洞 | 門面、副唱、 副饒舌      |          |
| CL       | 씨엘     | シーエル | 李彩麟   | 이채린    | イ・チェリン   | Lee Chae Lin | Faith    | 1991年2月26日 · 首爾特別市龍山區        | 隊長、主饒舌、領唱、領舞 |          |
| Minzy    | 민지     | ミンジ   | 孔旻智   | 공민지    | コン・ミンジ   | Gong Min Ji  | NIL      | 1994年1月18日 · 首爾特別市              | 主舞、領唱、領饒舌       |          |

## 音樂作品
| 正規專輯 - 《To Anyone》（2010年） - 《CRUSH》（2014年） 迷你專輯 - 《2NE1 1st Mini Album》（2009年） - 《2NE1 2nd Mini Album》（2011年） 數位單曲 - 《Fire》（2009年） - 《I Don't Care》（2009年） - 《Follow Me》（2010年） - 《Go Away》（2010年） - 《Can't Nobody》（2010年） - 《It Hurts》（2010年） - 《Lonely》（2011年） - 《I Am the Best》（2011年） - 《Hate You》（2011年） - 《Ugly》（2011年） - 《I Love You》（2012年） - 《Falling in Love》（2013年） - 《Do You Love Me》（2013年） - 《Missing You》（2013年） - 《Come Back Home》（2014年） - 《Gotta Be You》（2014年） - 《Goodbye》（2017年） 合作歌曲 - 《Lollipop》（與BIGBANG）（2009年） | 正規專輯 - 《COLLECTION》（2012年） - 《CRUSH》（2014年） 迷你專輯 - 《NOLZA》（2011年） |

## 演唱會
| 世界巡迴演唱會 - Nolza巡迴演唱會 (2011年) - New Evolution世界巡迴演唱會 (2012年) - All or Nothing世界巡迴演唱會 (2014年) - Welcome Back巡迴演唱會 (2024–2025年) 巡迴歌迷見面會 - 2NE1 1st FANCLUB EVENT 2013 ～DO YOU LOVE ME～ - 2NE1 2014 日本见面会《2NE1 FAN CLUB EVENT 2014》 | 个人巡回演唱会 - CL首次巡迴演唱會《Hello Bi+ches Tour 2016》 |

YG Family巡迴演唱會
- 2010 YG FAMILY CONCERT（2010年）
- 15週年巡迴演唱會（2011–2012年）
- Power世界巡迴演唱會（2014年）

其他大型演唱會
| 日期           | 演唱會名称                                      | 舉行地點                      | 成員            |
| 2009年10月6日  | 2009 第十一屆中韓歌會                           | 青島奧帆中心大劇場            | 全員            |
| 2009年10月10日 | 2009夢想演唱會                                  | 首爾世界盃競技場              | 全員            |
| 2009年11月11日 | 2009 Style Icon Awards Seoul                    | 首爾                          | 全員            |
| 2009年11月21日 | 2009 Mnet亞洲音樂大獎 (Mnet Asian Music Awards) | 首爾奧林匹克主競技場          | 全員            |
| 2009年9月19日  | 2010 Hallyu Dream Concert                       | 慶州公共體育場                | 全員            |
| 2010年11月28日 | 2010 Mnet亞洲音樂大獎 (Mnet Asian Music Awards) | 金光綜藝館                    | 全員            |
| 2010年12月2日  | 2010 第十二屆中韓歌會                           | 首爾                          | 全員            |
| 2011年1月2日   | SEOUL TOKYO MUSIC FESTIVAL                      | 埼玉超級競技場                | 全員            |
| 2011年7月5日   | Changwon's 1st Anniversary Hope Concert         | 昌原綜合運動場                | 全員            |
| 2011年7月15日  | 《Korean Music Wave》演唱會                     | 新加坡室內體育館              | 全員            |
| 2011年8月13日  | Incheon Korean Music Wave 2011                  | 仁川文鶴競技場                | 全員            |
| 2011年11月29日 | 2011 Mnet亞洲音樂大獎 (Mnet Asian Music Awards) | 新加坡室內體育館              | 全員            |
| 2011年12月25日 | 2011 Seoul Tokyo Music Festival                 | 埼玉超級競技場                | 全員            |
| 2012年10月18日 | 文化時尚演唱會(K-Collection in Okinawa)         | 沖繩Cellular體育場            | 全員            |
| 2012年12月23日 | K-pop Super Concert (in America)                | Verizon Wireless Amphitheater | 全員            |
| 2013年3月16日  | 《Korean Music Wave》演唱會                     | 曼谷國立競技場                | 全員            |
| 2013年3月23日  | 《Twin Towers @LIVE 2013》演唱会                | 吉隆坡双峰塔                  | 全員            |
| 2013年4月26日  | Live on Samsung Galaxy S4                       |                               | 全員            |
| 2013年5月4日   | Adidas Snoop Dogg Live                          | 首爾奧林匹克主競技場          | 全員            |
| 2013年6月22日  | 2013亞洲時尚大典 （Asia Style Collection）      | 新加坡博覽中心                | 全員            |
| 2013年7月12日  | Y-Pop Music Party in Shanghai                   | 奉贤碧海金沙                  | 全員            |
| 2013年7月18日  | 20'S Choice                                     | 南韓國際展覽中心              | 全員            |
| 2013年9月1日   | 2013 K-POP Collection in Singapore              | 新加坡室內體育館              | 全員            |
| 2013年10月31日 | Gen Y up Festival                               | 韓國                          | 全員            |
| 2013年11月5日  | Korea Brand And Entertainment Expo              | Old Billingsgate (London)     | 全員            |
| 2013年11月22日 | 2013 Mnet亞洲音樂大獎 (Mnet Asian Music Awards) | 亚洲国际博览馆                | 全員            |
| 2014年10月28日 | 2014 STYLE ICON AWARDS                          | 韓國                          | CL              |
| 2014年12月21日 | 2014 SBS 歌謠大戰                               | 韓國三成洞COEX                | CL, DARA, MINZY |
| 2015年12月2日  | 2015 Mnet亞洲音樂大獎 (Mnet Asian Music Awards) | 亚洲国际博览馆                | 全員            |
| 2016年12月26日 | 2016 SBS 歌謠大戰                               | 韓國三成洞COEX                | CL              |
| 2017年5月13日  | UNDERDAWG Festival                              | Thuwanna Bhumi Event Park     | CL              |
| 2017年5月14日  | YG UNICEF Walking Festival                      | 上岩世界盃競技場              | Dara            |
| 2017年8月19日  | Summer Sonic 2017 TOKYO                         | 千葉海洋球場                  | CL              |
| 2017年8月20日  | Summer Sonic 2017 Osaka                         | 舞洲體育島                    | CL              |
| 2017年12月9日  | Smart Mega Concert                              | 柬埔寨                        | CL              |
| 2022年4月16日  | 科切拉谷音樂藝術節                              | 加州印第奥Empire Polo Club    | 全員            |
| 2024年12月25日 | 2024 SBS 歌謠大戰                               | 仁川 INSPIRE Arena            | 全員            |
| 2025年6月1日   | 洛杉矶云思妙想音乐艺术节                        | 帕萨迪纳玫瑰碗球场Brookside   | CL, DARA, MINZY |
| 2025年7月5日   | Ganzberg Super Idol – I Am the Best             | 柬埔寨金边钻石岛              | 全員            |

表演嘉賓
| 日期              | 演唱會名称                                | 舉行地點                     | 成員 | 人數   |
| 2010年9月26日     | 太陽 演唱会 《SOLAR》                     | 慶熙大學和平殿堂             | 全員 | 5000   |
| 2013年4月13日     | PSY 演唱会 《Happening》                  | 首爾世界盃競技場             | 全員 | 30000  |
| 2013年6月29－30日 | G-Dragon 2013 世界巡迴: One of A Kind     | 新加坡室內體育館             | 全員 | 20000  |
| 2013年9月1日      | G-Dragon 2013 世界巡迴: One of A Kind     | 奧林匹克體育館               | 全員 | 10000  |
| 2013年10月7日     | Adidas HK 《unitealloriginals party》     | 香港九龍灣國際展貿中心(匯星) | 全員 | 4000   |
| 2014年11月5日     | Alexander Wang x H&M 系列 Party           | 上海                         | 全員 | 500    |
| 2015年            | Hard Summer Music Festival                | 美國                         | CL   | 60000  |
| 2015年            | Mad Decent Block Party                    | 首爾 歐美 香港               | CL   | 100000 |
| 2016年1月22日     | Calvin Klein Shanghai Event               | 上海民生美術館               | CL   | 300    |
| 2016年8月13,14日  | WeTheFest : #WTF16                        | Jakarta Parkir Timur Senayan | CL   | 5000   |
| 2016年9月3日      | TOKYO GIRLS COLLECTION 2016               | 東京                         | CL   | 2000   |
| 2016年9月11日     | NYFW: Alexander Wang After Party 2016     | 紐約                         | CL   | 300    |
| 2016年10月7日     | ZoukOut 2016                              | 香港 Emotion Club            | CL   | 500    |
| 2017年3月25日     | AmfAR Gala Hong Kong                      | 香港邵氏影城                 | CL   | 500    |
| 2017年4月16日     | Adidas MiRun                              | 韓國釜山                     | CL   | 1000   |
| 2017年6月10日     | G-Dragon 2017 世界巡迴演唱會《M.O.T.T.E》 | 首爾世界盃競技場             | CL   | 40000  |
| 2017年9月1日      | G-Dragon 2017 世界巡迴演唱會《M.O.T.T.E》 | 馬尼拉智能阿拉內塔體育館     | Dara | 11000  |
| 2017年9月15日     | 現代汽車 Genesis G70 發布音樂會           | 首爾奧林匹克公園             | CL   | 15000  |
| 2017年9月17日     | G-Dragon 2017 世界巡迴演唱會《M.O.T.T.E》 | 吉隆坡默迪卡體育場           | Dara | 12000  |
| 2017年12月16日    | 2017 Asia Fashion Award                   | 台灣台北 W 飯店              | CL   | 500    |

其他見面會
| 日期          | 見面會                      | 舉行地點                          | 成員 | 人數 |
| 2013年9月30日 | 2NE1 Mini Concert           | 永登浦時代廣場                    | 全員 | 500  |
| 2014年5月16日 | AON Fan Meeting & Press Con | EDSA Shangri-La Plaza             | 全員 | 3000 |
| 2015年2月15日 | 2015 Travel Tour Expo       | SMX Convention Center             | Dara | 700  |
| 2016年4月2日  | Penshoppe Meet and Greet    | SMNE Sky Dome                     | Dara | 800  |
| 2017年5月6日  | One Step Fan Meeting        | Robinsons Place Manila            | Dara | 1000 |
| 2017年5月7日  | One Step Fan Meeting        | Manila Robinsons Galleria Ortigas | Dara | 1000 |
| 2017年5月7日  | One Step Premiere Night     | Manila Robinsons Galleria Ortigas | Dara | 500  |
| 2017年12月1日 | Penshoppe Presents Dara     | Kia Theatre                       | Dara | 1204 |

簽名會
| 日期           | 簽名會                               | 舉行地點         | 成員 |
| 2011年8月16日  | 2NE1 2nd Mini Album Fan Sign Event   | 首爾時代廣場     | 全員 |
| 2013年11月16日 | KBEE 2013                            | London           | 全員 |
| 2014年3月15日  | 2nd Album《Crush》Fan Sign Event     | 首爾時代廣場     | 全員 |
| 2014年3月30日  | 2nd Album《Crush》Fan Sign Event     | 首爾IFC Mall     | 全員 |
| 2014年10月4日  | HAZZYS Accessories Fan Signing Event | 首爾蠶室樂天百貨 | CL   |
| 2014年11月14日 | Sandara Park CLIO Fan Sign Event     | 首爾Club CLIO    | Dara |
| 2015年6月17日  | CL Autograph Session                 | Dodger Stadium   | CL   |
| 2016年4月21日  | Moonshot Launch Event (Kuala Lumpur) | 谷中城美佳廣場   | Dara |
| 2016年4月22日  | Moonshot Launch Event (Singapore)    | 新加坡           | Dara |
| 2016年4月28日  | Moonshot Launch Event (Hong Kong)    | Sasa Supreme     | Dara |

## 重量級時尚場合
| 日期           | 時尚場合                                          | 舉行地點                | 成員 |
| 2014年4月2日   | American Next Top Model 2014                      | 夏洛特                  | 全體 |
| 2014年7月8日   | Haute Couture Chanel Fashion Show                 | 法國巴黎                | CL   |
| 2014年7月9日   | Jean Paul Gaultier Paris Fashion Show             | 法國巴黎                | CL   |
| 2015年5月4日   | CHANEL Cruise 2016                                | Dongdaemun Design Plaza | CL   |
| 2015年6月18日  | Esprit Dior Exhibition                            | Dongdaemun Design Plaza | Dara |
| 2015年11月27日 | Louis Vuitton Series 3 exhibition                 | Marina Bay Sands        | CL   |
| 2016年1月27日  | Jean Paul Gaultier Spring 2016 Couture collection | 法國巴黎                | CL   |
| 2016年2月10日  | Saint Laurent Fashion Show                        | 洛杉磯                  | CL   |
| 2016年2月26日  | New York Fashion Week                             | 紐約                    | CL   |
| 2016年6月11日  | MCM x Christopher Raeburn Fashion Show            | 倫敦                    | CL   |
| 2016年9月10日  | NYWF2017: Alexander Wang                          | 紐約                    | CL   |

## 獎項

### 大型音樂頒獎典禮
| 年份 | 獎項 |
| 2009 | - 第34届Cyworld數碼音樂頒獎典獎 - 最高人氣歌曲獎（Lollipop） - 第35屆Cyworld數碼音樂頒獎典獎 - 最高人氣歌曲獎（Fire） - 第37屆Cyworld數碼音樂頒獎典獎 - 最高人氣歌曲獎（I Don't Care） - 第39屆Cyworld數碼音樂頒獎典獎 - 最高人氣歌曲獎 - Bom（You And I） - Mnet 20's Choice - Hot CF Star獎、Hot New Star獎、Hot Online Song獎（Fire） - 第6屆亞洲音樂節 - 亞洲最高新人賞 - Style Icon Awards - 女歌手部門賞 - 第11屆Mnet Asia Music Awards - 最佳音源獎、最佳新人獎女歌手獎、最佳音樂電視作品獎（Fire）、年度歌曲獎（I Don't Care） - 第1屆Melon Music Awards - 十大歌手獎、最佳新人獎 - CY Digital Music Award - 最高Artist獎、最高歌曲獎、Rookie新人賞、BEST 10（I Don't Care） - Philippine K-POP Convention Awards - Best Newcomer、Hottes獎 |
| 2010 | - Style Icon Awards - 女歌手部門賞 - 第12屆Mnet Asia Music Award—最佳女子團體獎、最佳音樂電視作品獎（Can't Nobody）、年度歌手獎、年度專輯獎（To Anyone） - 第2屆Melon Music Awards - 年度專輯獎（To Anyone）、十大歌手獎 |
| 2011 | - Cyworld數碼音樂獎 - 最高人氣歌曲獎（Lonely） - 第3屆Melon Music Awards - 年度專輯獎（I Am The Best）、十大歌手獎 - 第13屆Mnet Asia Music Awards - 年度歌曲獎（I Am The Best）、最佳團體歌唱表演（Lonely） - MTV IGGY - The Best New Band In The World、年度十大最佳MV獎 NO.2 - 日本唱片大賞 - 新人獎 - Bugs Music Awards - 最佳女子團體獎 - YouTube K-Pop Awards- 年度十大最多觀看量的韓國音樂錄影帶獎 - 2011 All k-pop Awards - 最佳女子團體獎 - MYX Music Awards - 最受喜愛的K-pop音樂錄影帶獎 - MTV Daum Music Fest - 年度藝人獎 - MTV IGGY 2011音樂獎 - 世界最佳新人團體獎 |
| 2012 | - 第1屆Gaon Chart K-POP Awards - 5月音源獎（Lonely） - 第9屆韓國大眾音樂獎 - 最佳舞蹈獎、最佳電子音樂獎（I Am The Best） - MTV日本音樂錄影帶大獎 - 最佳MV新人獎 - 第4屆MelOn Music Awards - 十大歌手獎 |
| 2013 | - 第2屆Gaon Chart K-POP Awards - 7月音源獎（I Love You） - 第27屆韓國金唱片大賞 - 音源本賞（I Love You） - 2012 All k-pop Awards - 最佳現場獎 - 第22屆首爾歌謠大賞 - 本賞 |
| 2014 | - 第28屆韓國金唱片大賞 -音源本賞（Missing You） - 第3屆Gaon Chart K-POP Awards - 世界韓流明星獎 - 第6屆MelOn Music Awards - 十大歌手獎、最佳電子音樂獎（Come Back Home） - SBS歌謠大戰 - TOP 10歌手獎、最佳女子組合獎 |
| 2015 | - 第4屆Gaon Chart K-POP Awards—3月音源獎（Come Back Home） - 第3屆音悅V榜年度盛典 - 年度最佳MV（韓國）（Come Back Home） |

## 主要音樂節目榜單排名
| 主打歌曲成績 | 主打歌曲成績                                                | 主打歌曲成績 | 主打歌曲成績        | 主打歌曲成績           | 主打歌曲成績     | 主打歌曲成績         | 主打歌曲成績                | 主打歌曲成績          |
| --- | ----------------------------------------------------------- | --- | ------------------- | ---------------------- | ---------------- | -------------------- | --------------------------- | --------------------- |
| 專輯 | 歌曲                                                        | Mnet 《M! Countdown》 | KBS2 《Music Bank》 | MBC 《Show! 音樂中心》 | SBS 《人氣歌謠》 | SBS MTV 《THE SHOW》 | MBC Music 《Show Champion》 | 備註                  |
| 2009年 |                                                             | |                     |                        |                  |                      |                             |                       |
| Lollipop | Lollipop                                                    | / | 2                   |                        | /                |                      |                             | BIGBANG &2NE1名義發行 |
| Fire | Fire                                                        | 8 | 5                   |                        | (1)              |                      |                             |                       |
| 2NE1 1st Mini Album | Pretty Boy                                                  | / | 14                  |                        | /                |                      |                             |                       |
| 2NE1 1st Mini Album | In The Club                                                 | / | 19                  |                        | /                |                      |                             |                       |
| 2NE1 1st Mini Album | I Don't Care                                                | {1} | <1>                 |                        | [1]              |                      |                             | 三台冠軍歌曲          |
| You and I & TO ANYONE | You and I                                                   | / | 3                   |                        | TAKE7            |                      |                             | 朴春名義發行          |
| Please Don't Go & TO ANYONE | Please Don't Go                                             | / | 5                   |                        | TAKE7            |                      |                             | CL&Minzy名義發行      |
| 2010年 |                                                             | |                     |                        |                  |                      |                             |                       |
| Try To Follow Me | Try To Follow Me                                            | 4 | /                   |                        | /                |                      |                             |                       |
| TO ANYONE | 拍拍手                                                      | 1 | 23                  |                        | TAKE7            |                      |                             |                       |
| TO ANYONE | Can't Nobody                                                | [1] | 1                   |                        | [1]              |                      |                             | 三台冠軍歌曲          |
| TO ANYONE | Go Away                                                     | 2 | (1)                 |                        | 1                |                      |                             |                       |
| TO ANYONE | 痛(Slow)                                                    | / | 17                  |                        | /                |                      |                             |                       |
| 2011年 |                                                             | |                     |                        |                  |                      |                             |                       |
| Don't Cry & 2NE1 2nd Mini Album | Don't Cry                                                   | 3 | 4                   |                        | /                |                      |                             | 朴春名義發行          |
| Lonely & 2NE1 2nd Mini Album | Lonely                                                      | 2 | 3                   |                        | 1                |                      |                             |                       |
| I Am The Best & 2NE1 2nd Mini Album | I Am The Best                                               | 4 | 1                   |                        | 1                |                      |                             |                       |
| Hate You & 2NE1 2nd Mini Album | Hate You                                                    | / | 9                   |                        | TAKE7            |                      |                             |                       |
| 2NE1 2nd Mini Album | Ugly                                                        | 1 | 3                   |                        | (1)              |                      |                             |                       |
| 2012年 |                                                             | |                     |                        |                  |                      |                             |                       |
| I Love You | I Love You                                                  | 2 | 4                   |                        |                  |                      | 5                           |                       |
| 2013年 |                                                             | |                     |                        |                  |                      |                             |                       |
| THE BADDEST FEMALE | THE BADDEST FEMALE                                          | 5 | 10                  | 2                      | 1                |                      | 5                           | CL名義發行            |
| Falling in Love | Falling in Love                                             | 1 | 4                   | 1                      | 1                |                      | 4                           | 三台冠軍歌曲          |
| Do You Love Me | Do You Love Me                                              | 1 | 8                   | 7                      | 2                |                      | 4                           |                       |
| Missing You | Missing You                                                 | (1) | 3                   | 1                      | (1)              |                      | 4                           | 三台冠軍歌曲          |
| 2014年 |                                                             | |                     |                        |                  |                      |                             |                       |
| CRUSH | Come Back Home                                              | (1) | 3                   | 2                      | 1                |                      | 3                           |                       |
| CRUSH | 非你不可(Gotta Be You)                                      | 11 | 6                   | /                      | 4                |                      | /                           |                       |
| 2017年 |                                                             | |                     |                        |                  |                      |                             |                       |
| Goodbye | Goodbye                                                     | / | 42                  |                        | 3                | /                    | /                           | 告別單曲              |
| \| - 「/」表示未有相關資料 - 「(1)」：兩星期冠軍 - 「[1]」：三星期冠軍 \| - 「{1}」：四星期冠軍 - 「<1>」：五星期冠軍 - 「*」：打榜中 \| - 「」：該段時期未有設立排行榜 - 「TAKE7」：《人氣歌謠》排名候選曲，未能獲得一位 - 「(註)」：《人氣歌謠》於2013年3月17日設榜 \| |                                                             | |                     |                        |                  |                      |                             |                       |
| - 「/」表示未有相關資料 - 「(1)」：兩星期冠軍 - 「[1]」：三星期冠軍 | - 「{1}」：四星期冠軍 - 「<1>」：五星期冠軍 - 「*」：打榜中 | - 「」：該段時期未有設立排行榜 - 「TAKE7」：《人氣歌謠》排名候選曲，未能獲得一位 - 「(註)」：《人氣歌謠》於2013年3月17日設榜 |                     |                        |                  |                      |                             |                       |

| 各台冠軍歌曲獎座統計 | 各台冠軍歌曲獎座統計 | 各台冠軍歌曲獎座統計 | 各台冠軍歌曲獎座統計 | 各台冠軍歌曲獎座統計 | 各台冠軍歌曲獎座統計 |
| Mnet                 | KBS                  | MBC                  | SBS                  | SBS MTV              | MBC Music            |
| -------------------- | -------------------- | -------------------- | -------------------- | -------------------- | -------------------- |
| 14                   | 9                    | 2                    | 18                   | 0                    | 0                    |
| 一位總數：43         |                      |                      |                      |                      |                      |

### 音樂節目獎項
| 年份   | 日期     | 電視台 | 節目名稱       | 獲獎歌曲                         | 排名              |
| ------ | -------- | ------ | -------------- | -------------------------------- | ----------------- |
| 2009年 | 6月14日  | SBS    | 人氣歌謠       | Fire                             | 1位(Mutizen Song) |
| 2009年 | 6月21日  | SBS    | 人氣歌謠       | Fire                             | 1位(Mutizen Song) |
| 2009年 | 7月17日  | KBS    | Music Bank     | I Don't Care                     | 1位               |
| 2009年 | 7月23日  | Mnet   | M! Countdown   | I Don't Care                     | 1位               |
| 2009年 | 7月24日  | KBS    | Music Bank     | I Don't Care                     | 1位               |
| 2009年 | 7月26日  | SBS    | 人氣歌謠       | I Don't Care                     | 1位(Mutizen Song) |
| 2009年 | 7月31日  | KBS    | Music Bank     | I Don't Care                     | 1位               |
| 2009年 | 8月2日   | SBS    | 人氣歌謠       | I Don't Care                     | 1位(Mutizen Song) |
| 2009年 | 8月6日   | Mnet   | M! Countdown   | I Don't Care                     | 1位               |
| 2009年 | 8月7日   | KBS    | Music Bank     | I Don't Care                     | 1位               |
| 2009年 | 8月9日   | SBS    | 人氣歌謠       | I Don't Care                     | 1位(Mutizen Song) |
| 2009年 | 8月13日  | Mnet   | M! Countdown   | I Don't Care                     | 1位               |
| 2009年 | 8月14日  | KBS    | Music Bank     | I Don't Care                     | 1位               |
| 2009年 | 8月27日  | Mnet   | M! Countdown   | I Don't Care                     | 1位               |
| 2009年 | 12月25日 | KBS    | Music Bank     | I Don't Care                     | 年度結算:第3位    |
| 2009年 | 12月25日 | KBS    | Music Bank     | Fire                             | 年度結算:第18位   |
| 2010年 | 9月16日  | Mnet   | M! Countdown   | Clap Your Hands                  | 1位               |
| 2010年 | 9月17日  | KBS    | Music Bank     | Can't Nobody                     | 1位               |
| 2010年 | 9月19日  | SBS    | 人氣歌謠       | Can't Nobody                     | 1位(Mutizen Song) |
| 2010年 | 9月23日  | Mnet   | M! Countdown   | Can't Nobody                     | 1位               |
| 2010年 | 9月24日  | KBS    | Music Bank     | Go Away                          | 1位               |
| 2010年 | 9月26日  | SBS    | 人氣歌謠       | Can't Nobody                     | 1位(Mutizen Song) |
| 2010年 | 9月30日  | Mnet   | M! Countdown   | Can't Nobody                     | 1位               |
| 2010年 | 10月1日  | KBS    | Music Bank     | Go Away                          | 1位               |
| 2010年 | 10月3日  | SBS    | 人氣歌謠       | Can't Nobody                     | 1位(Mutizen Song) |
| 2010年 | 10月7日  | Mnet   | M! Countdown   | Can't Nobody                     | 1位               |
| 2010年 | 10月10日 | SBS    | 人氣歌謠       | Go Away                          | 1位(Mutizen Song) |
| 2010年 | 12月17日 | KBS    | Music Bank     | Go Away                          | 年度結算:第14位   |
| 2011年 | 5月29日  | SBS    | 人氣歌謠       | Lonely                           | 1位(Mutizen Song) |
| 2011年 | 7月17日  | SBS    | 人氣歌謠       | 내가 제일 잘 나가(I Am The Best) | 1位(Mutizen Song) |
| 2011年 | 8月4日   | Mnet   | M! Countdown   | Ugly                             | 1位               |
| 2011年 | 8月5日   | KBS    | Music Bank     | 내가 제일 잘 나가(I Am The Best) | 1位               |
| 2011年 | 8月7日   | SBS    | 人氣歌謠       | Ugly                             | 1位(Mutizen Song) |
| 2011年 | 8月14日  | SBS    | 人氣歌謠       | Ugly                             | 1位(Mutizen Song) |
| 2011年 | 12月23日 | KBS    | Music Bank     | 내가 제일 잘 나가(I Am The Best) | 年度結算:第4位    |
| 2012年 | 12月21日 | KBS    | Music Bank     | I Love You                       | 年度結算:第16位   |
| 2013年 | 7月18日  | Mnet   | M! Countdown   | Falling In Love                  | 1位               |
| 2013年 | 7月20日  | MBC    | Show! 音樂中心 | Falling In Love                  | 1位               |
| 2013年 | 7月21日  | SBS    | 人氣歌謠       | Falling In Love                  | 1位               |
| 2013年 | 8月15日  | Mnet   | M! Countdown   | Do You Love Me                   | 1位               |
| 2013年 | 11月28日 | Mnet   | M! Countdown   | 그리워해요(Missing You)          | 1位               |
| 2013年 | 11月30日 | MBC    | Show! 音樂中心 | 그리워해요(Missing You)          | 1位               |
| 2013年 | 12月1日  | SBS    | 人氣歌謠       | 그리워해요(Missing You)          | 1位               |
| 2013年 | 12月5日  | Mnet   | M! Countdown   | 그리워해요(Missing You)          | 1位               |
| 2013年 | 12月8日  | SBS    | 人氣歌謠       | 그리워해요(Missing You)          | 1位               |
| 2014年 | 3月16日  | SBS    | 人氣歌謠       | Come Back Home                   | 1位               |
| 2014年 | 3月20日  | Mnet   | M! Countdown   | Come Back Home                   | 1位               |
| 2014年 | 3月27日  | Mnet   | M! Countdown   | Come Back Home                   | 1位               |

## 綜藝節目
| 日期                         | 節目                                | 成員     | 備註     |
| ---------------------------- | ----------------------------------- | -------- | -------- |
| 2024年12月25日               | SBS《2024 SBS歌謠大戰》             | 2NE1四位 |          |
| 2015年10月20日-2016年7月12日 | JTBC《Two Yoo Project - Sugar Man》 | Dara     | 固定主持 |

## 電影
| 年份   | 節目                 | 成員 |
| ------ | -------------------- | ---- |
| 2004年 | 《Bcuz of U》        | Dara |
| 2005年 | 《Can This Be Love》 | Dara |
| 2006年 | 《D' Lucky Ones》    | Dara |
| 2007年 | 《Super Noypi》      | Dara |
| 2009年 | 《Girlfriends》      | 全體 |
| 2017年 | 《回聲》             | Dara |
| 2017年 | 《奶酪陷阱》         | Dara |
| 2018年 | 《Mile 22》          | CL   |

## 外部連結
| - 韓國官方網站 （） - 日本官方網站 （日語） - 台湾官方网站 （繁體中文） - 香港官方网站 （繁體中文） - 韩国官方cafe（页面存档备份，存于） - 粉丝官方网站 （） （英文） | - 2NE1的Facebook專頁 （） （英文） - 2NE1的X（前Twitter） （） （英文） - YouTube上的2NE1頻道 （） （日語） （英文） - 2NE1的Instagram帳戶 （） （英文） - 2NE1的新浪微博 （） （简体中文） （英文） |  |

成員個人IG